# Wifredo I de Gerona
Wifredo I fue conde de Gerona y Besalú del 848 a una fecha no conocida, anterior al 853.
Se le identifica con el vizconde Wifredo de Gerona mencionado el año 841.
Fue nombrado conde Gerona y Besalú en la asamblea de Narbona de octubre del año 849 y reconocido en Gerona bien pronto. El 22 de enero del 850 ya consta que ejercía como conde en el acta de un juicio.
En el verano de este mismo año 850 Gerona fue atacada por Abd al-Karim ben Mugith aliado de Guillermo de Septimania, pero la ciudad resistió.